# Cerro Gordo (Lara)
El Cerro Gordo es un pico de montaña ubicado en el sector La Maraca del municipio Morán en el extremo sur del estado Lara, a la altura de El Tocuyo,Venezuela. A una altura entre 2.445 m s. n. m. y 2.462 m s. n. m., el Cerro Gordo es la montaña más alta de Lara. 

## Geografía
El Cerro Gordo se ubica en una zona montañosa que es generalmente lluvioso con influencia de un clima tropical de altitud que es equiparable al clima subtropical llamado bosque pluvial premontano. Ello permite una mayor variación climática, con más rangos de temperatura, altura y diversificación de especies. Es frecuente la presencia de bosques de neblina a nivel de la cumbre, los cuales obtienen el agua principalmente de la humedad proveniente de las tierras bajas lluviosas. Sus faldas corresponden a una altitud entre los 1000 y 1900 m s. n. m. Su vegetación está formada por bosques moderadamente húmedos y montañosos que suelen estar muy intervenidos por la actividad agraria.

### Geología
El Cerro Gordo se encuentra en el corazón de la formación de Humocaro a lo largo de la ribera izquierda de la quebrada Porra. Su geología consiste esencialmente de lutitas oscuras intercaladas con areniscas calcáreas gris oscuro y calizas calizas conchíferas.
Aun cuando se han descubierto foraminíferos en el sedimento, incluyendo géneros de la superfamilia Nummulitidae, no se ha reportado la presencia de fósiles sobre el Cerro Gordo ni sus alrededores.